# アルスク
座標: 北緯56度05分 東経49度53分 / 北緯56.083度 東経49.883度

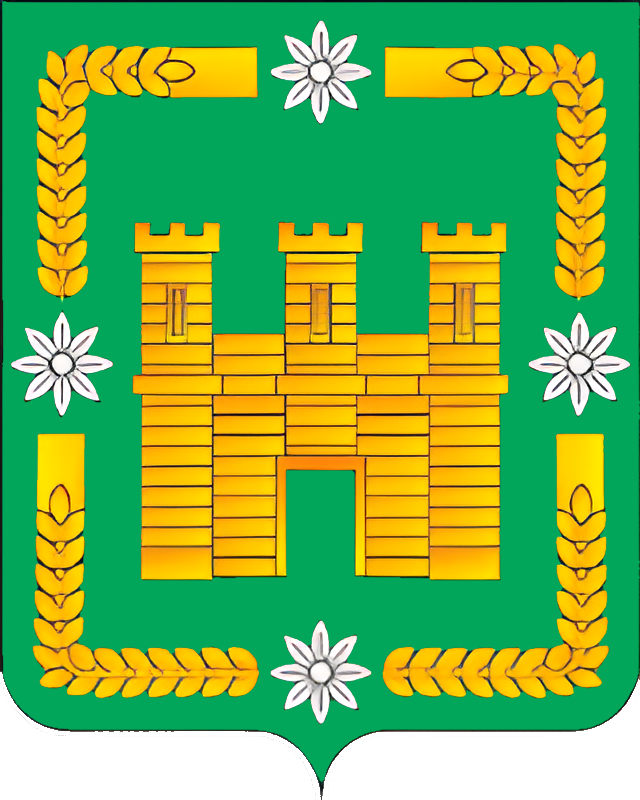
アルスクの紋章

アルスク（ロシア語: Арск、ラテン文字表記の例: Arsk）、あるいはアルチャ（タタール語: Арча, Arça, ラテン文字表記の例: Archa）は、ロシアのタタールスタン共和国の町。人口は2万421人（2021年）。
ヴォルガ川の支流カザンカ川（タタール語：カザンス川）沿いにある町で、カザンからは北東へ65km。カザンとアグルィズを結ぶ鉄道の駅もある。
タタール人が83%を占め、ロシア人が15%。モルドヴィン人、マリ人、チュヴァシ人、ウドムルト人などもいる。

## 歴史
かつてはフィン・ウゴル系の人々が住んでいたと考えられるが、ヴォルガ・ブルガールの進出によりテュルク系人に同化されていった。町は13世紀頃にヴォルガ・ブルガールによって建てられた。タタール語の地名であるアルチャとは、「ウドムルトの」、あるいは「ウドムルト人」を意味する。16世紀半ばまで続いたカザン・ハン国の時代、アルチャはカザン・ハン国の一地方であるアルチャ・ダルガ（アルチャ・ダルアス、Arsk Darugha, Arça daruğası）の中心地であり、強力な要塞であった。アルチャ周辺はタタール人が多く住んでいたが、アルチャ・ダルガの人口の多くを占めていたのはウドムルト人であった。
1552年にはロシア・ツァーリ国のヴォロティンスキー公率いる軍により陥落し、ロシアに併合された。1606年にはロシアが要塞を再建し、1708年から1796年にかけてはカザン県のアルスク郡の中心地となった。1781年には市の地位を与えられている。
ロシア革命期の1918年、アルスクは反ボリシェヴィキの農民反乱軍により占領されていた。1920年から1930年には、タタール自治ソビエト社会主義共和国の下にアルスク・カントンが置かれたが、1930年にカントンからラヨン（地区）への編制替えが行われ、アルスク・カントンはいくつかの地区に分割されている。1926年には市の地位を失い村に格下げされたが、1924年にモスクワ・カザン・アグルィズ・エカテリンブルクを結ぶ鉄道が開通したことにより、アルスクは次第に物資集散地として重要になり始める。1938年には都市型集落に昇格し、2008年6月27日、再び市となった。

## 文化・産業・交通
近代タタール文学の重要人物で、詩人・文学評論家・ジャーナリストであったガブデュッラ・テュカイ（1886年 - 1913年）は、アルスクから24km北西にあるクシュラウィチ村（Quşlawıç）出身である。アルスクには文学・美術博物館がある。
アルスク周辺は農業地帯で、アルスクの町の主な産業は食品、繊維、建材などの生産である。アルスク駅からは、カザン方面やエカテリンブルク方面のエレクトリーチカが出ている。